# Català barceloní
El català barceloní és una variant del català oriental central que es parla a Barcelona i a la seva àrea metropolitana. Presenta característiques gramaticals, lèxiques i fonètiques pròpies, si bé són aquestes darreres que el fan especialment reconeixible.

## Història, prestigi i difusió
Té el seu origen en el català que van portar els pobladors orientals de la Catalunya Vella, encara que les característiques que el fan diferenciable dels dialectes geogràficament immediats són molt posteriors, del final del segle xix.
Durant l'edat mitjana o el Segle d'Or valencià no va tenir cap paper destacable. No va ser fins a la Renaixença que escriptors d'aquesta àrea li van donar esplendor literària i, per tant, importància cultural, encara que aquests mateixos escriptors preferien enriquir-ne l'escriptura amb termes d'altres variants de la llengua. Es pot pensar que devia tenir molt de pes en la normativització de la llengua, perquè Pompeu Fabra era de Gràcia (Barcelona), encara que ell mateix admetia haver-ne rectificat molts detalls que considerava impureses de la llengua.
Durant el segle xx el barceloní ha estat el dialecte català de Catalunya que ha patit una pressió més gran del castellà portat per les immigracions des de regions de l'estat espanyol. Això ha fet que perdés molt de prestigi social i que es parlés de suposats diferents dialectes barcelonins anomenats bleda, xava o light, cada un etiquetat diversos graus de castellanització en diferents aspectes. Per tot això sovint és menyspreat com a dialecte impur per parlants d'altres variants del català oriental.
Malgrat tot, i a desgrat de la seva reduïda extensió geogràfica, puix que és una àrea densament poblada i, per tant, té un pes demogràfic important, aquest dialecte ha tingut un paper molt important en els mitjans de comunicació catalans, amb el resultat de donar difusió a bona part de les seves característiques a la resta de les àrees de parla catalana, fins al punt d'aconseguir que a la resta de dialectes puguin deixar de sonar estranyes algunes d'aquestes característiques.

## Fonètica

### Vocalisme
Com la resta de català oriental central, el dialecte té 8 vocals diferents. En posició tònica només n'apareixen 7, i en posició àtona només n'apareixen 3: [i], [u] i la vocal neutra. Hi ha diferències però, en el seu timbre:
- Diferenciació més clara entre la o oberta i la o tancada que al nord del dialecte, encara que menys que en el català balear.
- Diferenciació de la e oberta i la e tancada, però totes dues en un to més tancat que al nord del dialecte.
- Tendència a pronunciar amb el so quasiobert central [ɐ] la vocal neutra /ə/. Aquesta és la característica més diferenciable de la variant i una de les marques més fortes que hi ha deixat la pressió del castellà, com es nota en la diferència dialectal entre generacions.

Elisions:
- Elisió sistemàtica de les A àtones inicials: 'déu per adéu, 'nar per anar, 'ver per haver, 'gafar per agafar. És un fenomen molt generalitzat sobretot després de la preposició "per": per 'qui (per aquí), per 'xo (per això), per 'llò (per allò). Es troba en tots els dialectes del català i, epecialment, en el quals es fa la vocal neutra.
- Elisió de vocal neutra entre una oclusiva o fricativa i una r si es pot acabar formant un grup consonàntic: barana, berenar, carabassa, caragol, caramel, escarabat, esperit, però, safareig, taronja, diferent, Teresa, veritat es pronuncien amb una síl·laba menys: "brana", "brenar", "carbassa", "cargol", "carmel", "escarbat", "esprit", "prò", "safreig", "tronja", "difrent", "Tresa", "vritat"... És un altre tret general del català central.
- Simplificació del grup final -gua àton en mots com llengua, aigua pronunciades llenga, aiga. Actualment és un fenomen lingüístic que ha reculat molt.

Desviació puntual de les neutralitzacions del català oriental:
- Pronunciació dels apòcopes com en català occidental: foto [ˈfo.to], moto [ˈmo.to] (atribuïble a la interferència lingüística del castellà).
- Neutralització de la e en el hiat "eo" geòleg [d͡ʒɐˈɔ.lɐk].
- No neutralització de la e en les paraules acabades en -ase: cable [ˈka.βle], classe [ˈkla.se], base [ˈba.ze], fase [ˈfa.ze] (atribuïble a la interferència del castellà).
- Creació de diftongs creixents per sistema: família [fɐˈmi.ljɐ] en lloc de [fəˈmi.li.ə] (no generalitzat). És un tret que es retroba en altres parts del català central. Fins i tot en conjugacions verbals: (tu) canvies [ˈkam.bjɐs] en lloc de [kəmˈbi.əs] (atribuïble a la interferència del castellà).

### Consonantisme
- Sonorització de la ss del conjunt -ssió: pressió [prɐˈzjo] per [prə.siˈo], discussió [dis.kuˈzjo] per [dis.ku.siˈo]. Tret que abunda en tots els dialectes en què existix la sonorització de la s.
- Tendència al ieisme (no és pas general): realització del fonema /ʎ/ com a semiconsonant [j], no només en els casos de iodització històrica (no és sistemàtica, per exemple ce[j]a per cella).
- Tendència a fer les eles bledes, és a dir, realitzar les eles velars [ɫ] sempre com a [l].
- Tendència a pronunciar els grups geminats -bl- [bbl], -gl- [ggl] sense geminació i sords: poble [ˈpɔ.plɐ] (forma normativa [ˈpɔb.bɫə]), regla o regle [ˈre.klɐ] (forma normativa [ˈreɡ.ɡɫə]), segle [se.klɐ] (forma normativa [ˈseɡ.ɡɫə]).
- Tendència a l'ensordiment del fonema /d͡ʒː/ en posició intervocàlica: metge [ˈme.t͡ʃɐ], platja [ˈpla.t͡ʃɐ], mitjons [miˈt͡ʃons], mitja [ˈmi.t͡ʃɐ].
- Les fricatives palatals /ʃ/, /ʒ/ s'articulen, com als dialectes occidentals, generalment africades /t͡ʃ/, /d͡ʒ/ al començament de paraula o darrere de consonant: xarop [t͡ʃɐˈɾɔp], panxa [ˈpaɲ.t͡ʃɐ], Jordi [ˈd͡ʒɔɾ.ði], penja [ˈpeɲ.d͡ʒɐ] (una distribució obstruent/contínua anàloga a la de les oclusives sonores dels sistema /b/, /d/, /g/).
- Tendència a pronunciar algunes erres finals: actor, ascensor, familiar, militar...
- En paraules començant per ex- la x s'articula de vegades com [d͡z] o [d͡ʒ]: [ɐˈd͡zɛr.sit] o [ɐˈd͡ʒɛr.sit] per "exèrcit", [ɐ.d͡zɐrˈsi.si] o [ɐ.d͡ʒɐrˈsi.si] per "exercici".

Històricament, també eren generalitzades les següents característiques, malgrat que avui en dia són en enorme regressió arran de la normalització i ja només són presents en els parlants més grans que no van ésser escolaritzats en l'escola catalana moderna:
- A les paraules on la -r final es pronuncia, apareix sistemàticament una [t] final de reforç: cor [ˈkɔrt], mar [ˈmart]. Tret històric de tot el català central.
- En algunes paraules acabades en -i àtona, apareix una [t] final de reforç: col·legi [kuˈɫɛ.ʒit], api [ˈa.pit]. Tret històric que es troba en molts dialectes.

## Lèxic
El lèxic és l'aspecte menys destacable pel fet que és l'element lingüístic més fàcilment transmissible. Els mitjans d'informació han provocat que sigui difícil que des d'altres dialectes es pugui desconèixer mots barcelonins.
En tot cas, al si del català oriental central, es poden trobar tendències més elevades en les freqüències d'ús d'algunes paraules:
- llavorens o allavorens i altres variants per aleshores o llavors.
- infinitius formats per analogia tindre, vindre, poguer, sapiguer per tenir, venir, poder, saber.
- participi sigut per estat, gerundis siguent i visquent per essent i vivint.
- formació del perfet perifràstic sistemàticament amb vem, veu per vam, vau (evolució de les formes llargues vàrem, vàreu).
- el femení de dos és dugues
- simplificació atre/a, atres per altre/a, altres i també els pronoms personals anàlegs: nosaltres, vosaltres simplificats a nosatres, vosatres.
- forta presència històrica de metàtesi en molts mots: radere 'darrere', enradere 'endarrere', llangonissa 'llonganissa', ensiamada 'ensaïmada', gavinet 'ganivet', àliga 'àguila'.

A més de paraules considerades vulgars com tencar (tancar), o halar (menjar, paraula d'origen caló pronunciada amb h aspirada, d'ús general), o paio (individu sense identificar, paraula d'origen caló originalment significava no gitano).

## Morfologia i sintaxi
- Petites diferències en les conjugacions verbals respecte al català oriental central:
  - Ús generalitzat de vem i veu per vam/vàrem i vau/vàreu: vem fer, veu anar.
  - Gerundis amb augment velar, per analogia amb els participis: somriguent per somrient, poguent per podent.
  - Primera i tercera persona del singular del present de subjuntiu acabada en -ssi: fessi per fes, cantessi per cantés (no generalitzat, considerat molt vulgar).
  - Ús de la forma incoativa -eixa: serveixa, reuneixa (considerat molt vulgar, inusitat actualment).
  - Ús de "ets" per "has": "Com ho ets fet?" per "Com ho has fet?" (considerat molt vulgar).
  - Casos puntuals: coneixo per conec; apareixo per aparec; digue'm per digues-me; donc, dons i dongui, donguis per dono, dónes i doni, donis; sapigut per sabut; érets per eres; fagi, fagis, etc. per faci, facis, etc.

- Canvis en els pronoms febles:
  - Pronom els-i per els del complement indirecte (també es troba la forma lis, considerada molt vulgar, però recurrent en castellanoparlants que han après el català d'adults).
  - Sincretisme sistemàtic de combinacions de pronoms febles CD + CI: l'hi per l'hi, la hi, li ho; els hi per els el, els la, els els, els les, els ho, els hi, les hi; n'hi per els en, li'n.
  - Pronoms ens i us amb una vocal de reforç darrere quan van seguits de consonant. Exemples: [ən.zə] i [u.zə] davant de s: "ens e surt això", "Què us e sembla?". Això altera la forma estàndard d'algunes combinacions de pronoms, com seguits del pronom en: "ens en anem?" per "ens n'anem?", "us en aneu?" per "us n'aneu?".
  - Pronúncia [nən] del pronom en: Que ne'n tens? (molt vulgar).
- Reducció amb vocal de reforç de "-nos" [nus] i "-vos" [βus] per "'s-e" [zə]: "portem's-e bé" per "portem-nos bé" i "porteu's-e bé" per "porteu-vos bé".
- Reducció de "-nos-en" [nuzən] i "-us-en" [uzən] per "'s-en" [zən]: anem's-en a dutxar", "feu's-en tantes com vulgueu" (compartit amb altres dialectes).
- Els pronoms prenen la forma plena en comptes de la reforçada en el verb "dir" només quan és amb el significat d'anomenar-se: "Com te dius?", "Com me dic?" en lloc de "Com et dius?", "Com em dic?".
- Ús dominant dels articles personals el/la/l' en comptes dels en/na/n', tot i que la forma en no està perduda.